# Aleucanitis grumi
Aleucanitis grumi là một loài bướm đêm trong họ Noctuidae.